# کودک و روباه
کودک و روباه (به فرانسوی: Le renard et l'enfant) (به انگلیسی: The Fox and the Child) یک فیلم خانوادگی و درام محصول سینمای انگلیس است که در نوامبر ۲۰۰۷ منتشر شد.

## درباره فیلم
فیلم روایت‌گر ارتباط یک دختر بچهٔ ۱۰ ساله و یک روباه و بچه‌های او در جنگل است. فیلم در دو منطقهٔ ان در فرانسه و ابروتزو در ایتالیا فیلم‌برداری شده است. روباه اصلی در فیلم، چند ماه بعد از انتشار فیلم در مارچ ۲۰۰۸ در ۱۲ سالگی چشم از جهان فرو بست.